# Eurycoma apiculata
Eurycoma apiculata är en bittervedsväxtart som beskrevs av Alfred William Bennett. Eurycoma apiculata ingår i släktet Eurycoma och familjen bittervedsväxter. Inga underarter finns listade i Catalogue of Life.